# Salvatore D'Aquila
Salvatore D'Aquila, anche detto Zù Totò, Zù Turiddu, Don Turiddu (Palermo, 7 novembre 1873 – New York, 10 ottobre 1928), è stato un mafioso italiano naturalizzato statunitense.
Conosciuto come uno dei più potenti capimafia di New York e degli Stati Uniti d'America da inizio secolo sino alla sua morte; è stato il primo boss della famiglia Gambino, dal 1910 al 1928.

## Biografia
Nato il 7 novembre 1873 a Palermo, quando emigra nel 1906 è già un potente mafioso. Al suo arrivo a New York, inizia a lavorare per Ignazio Lupo e Giuseppe Morello a East Harlem e allarga il suo giro d'affari, sia legali che illegali. I suoi affari legali comprendono delle ditte di importazione negli Stati Uniti di formaggi, olio, olive, acciughe, ed altri prodotti tipici siciliani.
È in affari con i principali boss di Cosa nostra statunitense come Charles Matranga di New Orleans, Anthony D'Andrea e la famiglia Genna di Chicago, con Angelo Palmeri di Buffalo, Gregorio Conti di Pittsburgh, e Joseph Lonardo di Cleveland. I suoi affari illegali comprendono le estorsioni, la lotteria illegale, le bische clandestine e l'usura in tutta Brooklyn, dove stabilisce i suoi uffici.
Nel 1916, con il momentaneo arresto di Lupo e Morello, D'Aquila inizia ad agire con una propria famiglia criminale (la futura famiglia Gambino) insieme a Umberto Valenti, Alfred Mineo, Giuseppe Traina e Frank Scalice. È considerato il più potente capo di Cosa Nostra negli USA ed è proprio in questo periodo che cerca di sottomettere tutte le altre famiglie. Per combattere il nuovo boss della famiglia Morello, ovvero Joe Masseria, si allea con un suo vecchio nemico ed ex alleato proprio di Masseria cioè Valenti. La faida fa vittime da entrambe le parti e proprio Umberto Valenti assieme al suo guardaspalle rimane vittima dei killer di Joe Masseria.
Il 10 ottobre 1928 Don Turiddu viene ucciso assieme al suo guardaspalle, appena sceso dall'auto, davanti al garage di casa sua al 211 di Avenue A, all'angolo con la 13ª strada, a Manhattan, da tre killer di Joe Masseria. Lascia la moglie Marianna (1885-1946) e sei figli. Alla guida della famiglia viene messo Al Mineo. La sua tomba si trova nel Saint John's Cemetery, nel Queens.